# 黃傑龍
黃傑龍，BBS，JP（1973年8月15日—），是一位香港飲食業工作者，2017年中升任叙福樓集團的主席及行政總裁。黃傑龍畢業於香港培正中學、澳洲新南威爾士大學，持有英國及澳洲註冊專業工程師資格，並擁有工商管理碩士學位，曾於國際顧問公司、香港政府及上市企業任職。於2006年加入叙福樓集團。2008年創立株式會社任董事總經理（現為株式会社有限公司主席兼行政總裁），2010年首設涮涮鍋放題專門店「MouMouClub 牛涮鍋」，隨後引入牛角、温野菜、THE MATCHA TOKYO及挽肉與米等日本品牌。他曾經當選2011年香港十大傑出青年，亦曾任最低工資委員會的委員，方便營商諮詢委員會委員、積金局非執行董事，以及扶貧委員會 - 青年教育、就業和培訓專責小組委員等。 曾任僱員再培訓局副主席，現任僱員再培訓局主席。現任香港城市大學市場學客席教授。

## 叙福樓集團
黃傑龍父親黃耀鏗是叙福樓創辦人之一。黃傑龍在外間工作十多年之後，才回歸家族的飲食業。他成名之作，是設立旗下御苑皇宴一張綠色餐單。他夥拍世界自然基金會香港分會，搞了這張環保海鮮無翅婚宴菜單，隨即轟動餐飲界，連《華盛頓郵報》也來訪問他，更拿得「2012香港環保卓越計劃」餐飲業金獎。
據2017年的招股文件顯示，叙福樓集團在香港有35間餐廳，包括7間中菜餐館及28間亞洲菜餐館，當中透過株式會社有限公司經營16間為特許經營品牌，即《牛角》、《溫野菜》、《柳氏家》（已撤出香港）等。
據2017年的招股文件顯示，截至12月底止的2014年、2015年及2016年，敘福樓收入分別為6.9億、7.71億元及7.43億元，純利則分別為4126.7萬元、4191.3萬元及3628.1萬元。（港元、下同）
2018年8月2日，開業近70年以每日新鮮壓製竹昇雲吞麵聞名的灣仔《永華麵家》，原定將於8月31日結業。但是叙福樓公布旗下全資附屬公司與一名獨立第三方簽訂商標轉讓協議，據此轉讓方將永華麵家於香港、澳門及新加坡註冊之商標，連同其他資產轉讓。黃傑龍在社交網站表示：「這是100%地道的香港雲吞麵，不是廣州南下香港的，我真的好希望可以保留這個品牌，更加希望可以保留他們的傳統美食工藝。店已經租了給其他人，所以還是會結業，但是我們一定會把永華麵家延續。 」

## 2011年香港選舉委員會界別分組選舉
2011年，黃傑龍成為了由張宇人牽頭挺唐英年的「鑽石名單」（Cater 17）的其中一人，參與了2011年香港選舉委員會界別分組選舉，並且當選為選舉委員會委員。

## 窮富翁大作戰
2013年，黃傑龍參加了香港電台的《窮富翁大作戰》電視節目第三輯。他在10月19日播出的第3集，《老闆大作戰 ﹣進擊的霸權》中體驗窮人的生活。在體驗期間，獲得了「一飯之恩」，改變了他的想法。之後他利用自己的力量、名氣、公職，積極宣揚「待用飯」分享文化。

## 外部連結
- 叙福樓集團執行董事背景
- Table for Two 黃傑龍 （页面存档备份，存于）
- 黃傑龍Facebook 專頁(黃傑龍 Simon - 窮富翁 好人好事)